# Херринг, Амос
Амос Херринг (англ. Amos Herring, 1794 — 1873) — либерийский политик, член временного правительства Либерии с 26 октября 1871 года по 4 ноября 1871 года, вместе с Чарльзом Бенедиктом Данбаром и Реджинальдом Шерманом. Временное правительство, пришедшее к власти в результате военного переворота, отстранившего президента Эдварда Джеймса Роя, по истечении 8 дней назначило временным президентом бывшего вице-президента Джеймса Скивринга Смита.